# Burg Hohenfels (Elsass)
Die Burg Hohenfels ist die Ruine einer Höhenburg in der Gemeinde Dambach im Elsass und wurde 1293 erstmals urkundlich erwähnt.

## Geschichte
Sie war bis Mitte des 14. Jahrhunderts im Besitz derer von Ettendorf und wurde 1369 zu drei Vierteln an Ulrich von Finstingen, einen elsässischen Landvogt, verkauft. 1383 gelangte die Burg dann durch Heirat von Ulrichs Tochter Klara mit dem Grafen Emich VII. von Leiningen-Dagsburg zur Hälfte in dessen Besitz. Nachdem die Bürger der Städte Straßburg und Hagenau die Burg zerstört haben sollen, wurde sie wieder aufgebaut und unterlag einem vielfachen Lehnsherrenwechsel (unter anderen Lichtenberg, Ochsenstein, Bitsch, Bistum Straßburg, Fleckenstein), der sie schließlich 1514 in den gemeinsamen Besitz der Grafen von Hanau-Lichtenberg und Zweibrücken-Bitsch brachte. Daraufhin gelangte die Burg in zwei Phasen in den Lehensbesitz der Herren von Dürckheim (1517 von Zweibrücken-Bitsch und 1542 vom Grafen Philipp von Hanau-Lichtenberg) und wurde 1679 endgültig von den Franzosen niedergebrannt.

## Baubefund
Noch erhalten sind Teile der westlichen Wand des dreistöckigen Palas sowie einige in den Felsen eingehauene Kammern und ein Kerker. Als Baumaterial wurden Buckelquader aus rotem Vogesensandstein verwendet.